# Preoccupatie
Preoccupatie is een eenzijdige belangstelling, iets wat de geest bovenmatig bezighoudt, meestal gepaard gaande met (een) lichamelijke handeling(en). Het is een psychiatrisch begrip wanneer stereotypie in gedrag en interesse kan worden vastgesteld.

## Gedrag
Bij een preoccupatie diagnosticeert een arts een bovenmatige, haast uitsluitende belangstelling voor een wetenschap (bijvoorbeeld geschiedenis, religie, taal of wiskunde), hobby (bijvoorbeeld verzamelen) of activiteit (bijvoorbeeld voetballen) samen met dwangmatig gedrag op het gebied van de motoriek of psychomotoriek.
Bepaalde preoccupaties kunnen leiden tot een verslaving, niet aan middelen maar aan handelingen (zoals surfen op het internet of gokken). De verslaafde heeft in dat geval nog nauwelijks interesse voor een wereld buiten deze bezigheden.
Jargon voor het hebben van preoccupaties is fiepen, een fiep is dan een preoccupatie.

## Autisme
Als gevolg van de bestede tijd en middelen kan de preoccupatie leiden tot een manke sociale interactie en een heel beperkte vriendenkring.
In de DSM IV-TR-diagnose — die specifiek over autisme is opgesteld — staat preoccupatie vermeld.
Het is vooralsnog niet duidelijk of er een oorzaak-gevolgrelatie bestaat. Vast staat dat preoccupatie zowel met als zonder autisme voorkomt.